# Loretta Devine
Loretta Devine (n. 21 august 1949, Houston, Texas, SUA) este un actriță americană. Ea este cunoscută pentru numeroase roluri pe scenă și pe marele ecran. Cele mai importante roluri ale ei includ Lorrell Robinson în producția originală Broadway Dreamgirls (1981), Gloria Matthews în filmul Unde ne sunt bărbații? (Waiting to Exhale, 1995) și rolul secundar ca Adele Webber în drama medicală Anatomia lui Grey, pentru care a câștigat Premiul Emmy pentru cea mai bună actriță invitată într-un serial dramatic. Devine a jucat-o și pe Juanita Sims în adaptarea cinematografică For Colored Girls (2010).

## Filmografie

### Filme de cinema și TV
| An   | Titlu                                                 | Rol                             | Note    |
| ---- | ----------------------------------------------------- | ------------------------------- | ------- |
| 1981 | Will                                                  | Will's Wife                     |         |
| 1983 | Anna to the Infinite Power                            | Ms. Everett Benson              |         |
| 1988 | Little Nikita                                         | Verna McLaughlin                |         |
| 1988 | Sticky Fingers                                        | Diane Cooley                    |         |
| 1989 | Parent Trap III                                       | Thelma Pardrige                 | Film TV |
| 1989 | Heart and Soul                                        | Tonia Harris                    | Film TV |
| 1990 | Stanley & Iris                                        | Bertha Simmons                  |         |
| 1991 | Caged Fear                                            | Judy                            |         |
| 1991 | Livin' Large                                          | Nadine Biggs                    |         |
| 1992 | Class Act                                             | Ms. Brown                       |         |
| 1993 | Amos & Andrew                                         | Ula                             |         |
| 1993 | The American Clock                                    | Irene Mack Shaw                 | Film TV |
| 1994 | The Hard Truth                                        | Rose Maxwell                    |         |
| 1995 | Waiting to Exhale                                     | Gloria Matthews                 |         |
| 1996 | Rebound: The Legend of Earl 'The Goat' Manigault      | Miss Mary Johnson               | Film TV |
| 1996 | The Preacher's Wife                                   | Beverly                         |         |
| 1997 | The Price of Kissing                                  | Jackee Blaine                   |         |
| 1997 | Hoodlum                                               | Pigfoot Mary                    |         |
| 1997 | Clover                                                | Everleen Moore                  | Film TV |
| 1997 | Lover Girl                                            | Leticia                         |         |
| 1997 | Don King: Only in America                             | Connie Harper                   | Film TV |
| 1998 | Love Kills                                            | Sylvia Finkelstein              |         |
| 1998 | Down in the Delta                                     | Zenia                           |         |
| 1998 | Urban Legend                                          | Reese Wilson                    |         |
| 1998 | Operation Splitsville                                 | Principal                       |         |
| 1998 | Alyson's Closet                                       | Raul's Mother (voice)           | Scurt   |
| 1999 | Funny Valentines                                      | Dearie B.                       |         |
| 1999 | The Breaks                                            | Floria                          |         |
| 1999 | Jackie's Back                                         | Snookie Tate                    | Film TV |
| 1999 | Introducing Dorothy Dandridge                         | Ruby Dandridge                  | Film TV |
| 1999 | Lillie                                                | Michelle                        |         |
| 2000 | Punks                                                 | Aretha Stone                    |         |
| 2000 | Freedom Song                                          | Evelyn Walker                   | Film TV |
| 2000 | Best Actress                                          | Connie Travers                  | Film TV |
| 2000 | Urban Legends: Final Cut                              | Reese Wilson                    |         |
| 2000 | What Women Want                                       | Florence "Flo" Glover           |         |
| 2001 | Kingdom Come                                          | Marguerite Slocumb              |         |
| 2001 | I Am Sam                                              | Margaret Calgrove               |         |
| 2002 | Book of Love                                          | Mary Baker                      |         |
| 2002 | Baby of the Family                                    | Delores Evans                   |         |
| 2004 | Woman Thou Art Loosed                                 | Cassey Jordan                   |         |
| 2004 | Crash                                                 | Shaniqua Johnson                |         |
| 2005 | King's Ransom                                         | Miss Gladys                     |         |
| 2006 | Dirty Laundry                                         | Evelyn                          |         |
| 2006 | Life Is Not a Fairy Tale                              | Addie Collins                   | Film TV |
| 2006 | Dreamgirls                                            | Gladys Brooks                   |         |
| 2007 | Cougar Club                                           | Dolly                           |         |
| 2007 | This Christmas                                        | Shirley Ann "Ma'Dere" Whitfield |         |
| 2008 | First Sunday                                          | Sister Doris                    |         |
| 2008 | Beverly Hills Chihuahua                               | Delta (voce)                    |         |
| 2009 | Spring Breakdown                                      | Dr. Marguerite Tyson            |         |
| 2009 | My Son, My Son, What Have Ye Done?                    | Miss Willheima Roberts          |         |
| 2010 | Death at a Funeral                                    | Cynthia                         |         |
| 2010 | Lottery Ticket                                        | Grandma Dorothy Carson          |         |
| 2010 | For Colored Girls                                     | Juanita Sims/Green              |         |
| 2010 | Beverly Hills Chihuahua 2                             | Delta (voce)                    | Video   |
| 2011 | Madea's Big Happy Family                              | Shirley                         |         |
| 2011 | Jumping the Broom                                     | Pamela Taylor                   |         |
| 2011 | Politics of Love                                      | Shirlee Gupta                   |         |
| 2012 | In the Hive                                           | Mrs. Inez                       |         |
| 2013 | The Get Away                                          | Ms. Crawford                    | Scurt   |
| 2013 | Khumba                                                | Mama Veronica sau Mama V (voce) |         |
| 2013 | Teachers                                              | Doris                           | Film TV |
| 2013 | A Very Larry Christmas                                | Mrs. Claus                      |         |
| 2014 | Comeback Dad                                          | Malinda                         |         |
| 2014 | Welcome to Me                                         | Barb Vaughn                     |         |
| 2014 | The Sound and the Fury                                | Dilsey                          |         |
| 2014 | You're Not You                                        | Marilyn Jo                      |         |
| 2015 | Back to School Mom                                    | Meghan Graham                   |         |
| 2015 | 1440 and Counting                                     | Mrs. Nickel                     | Scurt   |
| 2015 | For the Love of Ruth                                  | Naomi                           |         |
| 2016 | Norm of the North                                     | Tamecia (voice)                 |         |
| 2016 | Caged No More                                         | Aggie James                     |         |
| 2016 | Grandma’s House                                       | Grandma Margie                  |         |
| 2016 | 36 Hour Layover                                       | Mrs. Carey                      |         |
| 2017 | The Lost Souls Cafe                                   | Geneva                          | Film TV |
| 2017 | My Other Home                                         | Mabel Marbury                   |         |
| 2017 | Naked                                                 | Carol                           |         |
| 2017 | Violets                                               | Marcy                           | Scurt   |
| 2018 | Behind the Movement                                   | Jo Ann Robinson                 | Film TV |
| 2018 | Sierra Burgess Is a Loser                             | Ms. April Thomson               |         |
| 2018 | Jingle Belle                                          | Emory Simons                    | Film TV |
| 2019 | The Trap                                              | Mama Jay                        |         |
| 2019 | First Day Back                                        | Superintendent Lola Greene      | Scurt   |
| 2019 | Postmarked                                            | Hattie                          | Scurt   |
| 2019 | A Sweet Christmas Romance                             | Mrs. Rose                       | Film TV |
| 2019 | A Family Reunion Christmas                            | Amelia 'M'Dear' McKellan        | Film TV |
| 2020 | The Last Starship                                     | Dorothy                         | Short   |
| 2020 | Spell                                                 | Eloise                          |         |
| 2020 | Always and Forever                                    | Elda                            |         |
| 2020 | The McHenry Trial - Don't Judge a Kid by Their Hoodie | Doris McHenry                   | Scurt   |
| 2021 | Queen Bees                                            | Sally Heart                     |         |
| 2021 | The Starling                                          | Velma                           |         |
| 2021 | Christmas in Harmony                                  | Mama                            | Film TV |
| 2021 | Christmas Déjà Vu                                     | Crystal                         | Film TV |
| 2022 | Mack & Rita                                           | Sharon                          |         |
| 2022 | Diary of a Wimpy Kid: Rodrick Rules                   | Irene                           |         |
| 2022 | All I Didn't Want for Christmas                       | Lorraine                        | Film TV |
| 2023 | A Snowy Day in Oakland                                | Jeanette                        |         |
| 2024 | Bull Street                                           | Mrs. Big-Gal                    |         |
| 2024 | Rock the Boat 2                                       | -                               |         |
| 2024 | Terry McMillan Presents: Tempted by Love              | Miss Mimi                       | Film TV |
| TBA  | Lost & Found in Cleveland                             | TBA                             |         |

### Seriale TV
| An      | Titlu                                           | Rol                              | Note                                                         |
| ------- | ----------------------------------------------- | -------------------------------- | ------------------------------------------------------------ |
| 1986    | The Core of the Apple                           | Rolul ei                         | Episodul: "Manhattan Afrodreams"                             |
| 1987    | CBS Summer Playhouse                            | Cheryl                           | Episodul: "Sirens"                                           |
| 1987–88 | A Different World                               | Stevie Rallen                    | Rol principal: Sezonul 1                                     |
| 1988    | The Murder of Mary Phagan                       | Annie Maude Carter               | Episodul: "Episode #1.1 & #1.2"                              |
| 1988    | Amen                                            | Lydia Cummings                   | Episodul: "Court of Love"                                    |
| 1990    | Murphy Brown                                    | Nurse Diana Hawking              | Episodul: "The Bitch's Back"                                 |
| 1990    | Sugar and Spice                                 | Loretta Fontaine                 | Rol principal                                                |
| 1990    | Cop Rock                                        | Juror Devine                     | Episodul: "Marital Blitz" & "No Noose Is Good Noose"         |
| 1991    | Great Performances                              | Janine Wills                     | Episodul: "The Colored Museum"                               |
| 1991    | Reasonable Doubts                               | Valerie Hall                     | Episodul: "Hard Bargains"                                    |
| 1992    | Love & War                                      | Donna                            | Episodul: "For John"                                         |
| 1992–93 | Roc                                             | Cynthia Raine                    | Rol secundar: Sezonul 2                                      |
| 1993    | Out All Night                                   | Crystal                          | Episodul: "The Way We Were"                                  |
| 1993    | Family Album                                    | June                             | Episodul: "Salon, Farewell, Auf Wiedersehn, Goodbye"         |
| 1995    | Picket Fences                                   | Marla Melrose                    | Episodul: "Close Encounters"                                 |
| 1995    | Ned and Stacey                                  | Mrs. Sally Duncan                | Episodul: "Reality Check"                                    |
| 1997    | Touched by an Angel                             | Tonya Hawkins                    | Episodul: "Amazing Grace: Part 1"                            |
| 1997    | Promised Land                                   | Tonya Hawkins                    | Episodul: "Amazing Grace: Part 2"                            |
| 1997    | Happily Ever After: Fairy Tales for Every Child | Mother (voce)                    | Episodul: "The Golden Goose"                                 |
| 1998    | E! Behind the Scenes                            | Rolul ei                         | Episodul: "Urban Legend"                                     |
| 1999    | Moesha                                          | Gwen "Stephanie" "Steph" Watkins | Episodul: "It Takes Two"                                     |
| 1999    | Clueless                                        | Phyllis Holiday                  | Episodul: "Graduation"                                       |
| 1999–01 | The PJs                                         | (voce)                           | Rol principal                                                |
| 2000    | Family Law                                      | Gloria Rivers                    | Episodul: "Playing God"                                      |
| 2000    | Ally McBeal                                     | Nora Mills                       | Episodul: "I Will Survive"                                   |
| 2001    | Intimate Portrait                               | Rolul ei                         | Episodul: "Lela Rochon"                                      |
| 2001    | Hollywood Squares                               | Rolul ei/Panelist                | Recurring Guest                                              |
| 2000–04 | Boston Public                                   | Marla Hendricks                  | Rol principal                                                |
| 2003    | Pyramid                                         | Rolul ei/Celebrity Contestant    | Episodul: "Nov 4, 2003"                                      |
| 2003    | Half & Half                                     | Erika Duke                       | Episodul: "The Big Phat Mouth Episodul: Part 1 & 2"          |
| 2004–05 | Wild Card                                       | M. Pearl McGuire                 | Rol principal: Sezonul 2                                     |
| 2005    | Supernatural                                    | Missouri Moseley                 | Episodul: "Home"                                             |
| 2005–06 | Girlfriends                                     | Judge Vashti Jackson             | Episodul: "Trial and Errors" & "...Ain't Nothing Over There" |
| 2005–13 | Grey's Anatomy                                  | Adele Webber                     | Rol secundar: Sezonul 2-4 & 7-8, Guest: Sezonul 5-6 & 9      |
| 2006    | Boston Legal                                    | Annabelle Carruthers             | Episodul: "The Nutcrackers"                                  |
| 2006–07 | Everybody Hates Chris                           | Maxine                           | Guest: Sezonul 1, Rol secundar: Sezonul 2                    |
| 2007    | Boston Legal                                    | Judge Victoria Thomson           | Episodul: "Oral Contracts"                                   |
| 2008–09 | Eli Stone                                       | Patti Dellacroix                 | Rol principal                                                |
| 2009    | Cold Case                                       | Chandra Patterson '09            | Episodul: "Soul"                                             |
| 2010    | Party Down                                      | Diane Ellison                    | Episodul: "James Ellison Funeral"                            |
| 2011    | Glee                                            | Sister Mary Constance            | Episodul: "Original Song"                                    |
| 2011    | State of Georgia                                | Honey Dupree                     | Rol principal                                                |
| 2012    | RuPaul's Drag Race                              | Rolul ei                         | Episodul: "Snatch Game"                                      |
| 2012    | Shake It Up                                     | Judge Marsha Elliott             | Episodul: "Judge It Up"                                      |
| 2012    | The Game                                        | Grandma Donna Mack               | Episodul: "There's No Place Like Home"                       |
| 2012    | The Cleveland Show                              | Shirley (voce)                   | Episodul: "Mama Drama"                                       |
| 2012–13 | The Client List                                 | Georgia Cummings-Clemens         | Rol principal                                                |
| 2012–20 | Doc McStuffins                                  | Hallie Hippo (voce)              | Rol principal                                                |
| 2014    | Psych                                           | Melba Birdson                    | Episodul: "1967: A Psych Odyssey"                            |
| 2014    | Sullivan & Son                                  | Rose                             | Episodul: "Hank Goes Black"                                  |
| 2014    | Turbo Fast                                      | Lydia                            | Episodul: "Zoo Lander/Balloonatics"                          |
| 2014–15 | Sirens                                          | Rosemary St. Claire              | Rol secundar: Sezonul 1, Guest: Sezonul 2                    |
| 2015    | Being Mary Jane                                 | CeCe Robinson                    | Rol secundar: Sezonul 3                                      |
| 2015–17 | The Carmichael Show                             | Cynthia Carmichael               | Rol principal                                                |
| 2016    | Hollywood Game Night                            | Rolul ei/Celebrity Player        | Episodul: "Sealed with a Kesha"                              |
| 2016    | Nubbin & Friends                                | Mrs. Sandy Johnson               | Episodul: "The Letter "A""                                   |
| 2017    | Supernatural                                    | Missouri Moseley                 | Episodul: "Patience"                                         |
| 2018    | Dear White People                               | Sorbet                           | Episodul: "Volume 2: Chapter VII"                            |
| 2018    | Living Biblically                               | Estelle Williams                 | Episodul: "Never Let Loyalty Love You"                       |
| 2018    | Love Is                                         | Rose Marie                       | Rol secundar                                                 |
| 2019    | A Black Lady Sketch Show                        | Pastor Rosetta Daniels           | Episodul: "Your Boss Knows You Don't Have Eyebrows"          |
| 2019    | Black-ish                                       | Lynette Mae                      | Rol secundar: Season 6                                       |
| 2019–22 | Family Reunion                                  | Amelia 'M'Dear' McKellan         | Rol principal                                                |
| 2020    | Cherish the Day                                 | Rolul ei                         | Episodul: "Catharsis"                                        |
| 2020    | Game On: A Comedy Crossover Event               | Amelia 'M'Dear' McKellan         | Episodul: "Family Reunion: Remember the Family's Feud?"      |
| 2020    | Connecting                                      | Dayleen                          | Rol secundar                                                 |
| 2020–22 | P-Valley                                        | Earnestine Sayles                | Rol principal: Sezonul 1, Rol secundar: Sezonul 2            |
| 2021    | Teenage Euthanasia                              | God (voce)                       | Episodul: "First Date with the Second Coming"                |
| 2021–23 | The Loud House                                  | Gayle McBride (voce)             | Rol secundar: Sezonul 5-6, Guest: Sezonul 7                  |
| 2022    | Days of Our Lives: Beyond Salem                 | Angela                           | Rol principal: Sezonul 2                                     |
| 2022    | Eureka!                                         | Wanda (voce)                     | Rol secundar                                                 |
| 2022    | RuPaul's Secret Celebrity Drag Race             | Rolul ei/Fabulosity              | Episodul: "I'm Coming Out: First Time in Drag!"              |
| 2023    | Days of Our Lives                               | Angela                           | Episodul: "Episode #1.14592" & "#1.14595"                    |
| 2023    | Doc McStuffins: The Doc and Bella Are In!       | Hallie Hippo (voce)              | Rol secundar                                                 |
| 2023    | God-ly                                          | Clotho                           | Episodul: "King of the Castle P1"                            |
| 2023    | Young Love                                      | Gigi Young (voce)                | Rol secundar                                                 |
| 2023    | Kingdom Business                                | Darlene                          | Rol secundar: Sezonul 2                                      |
| 2024    | Everybody Still Hates Chris                     | Maxine (voce)                    | Episodul: "Everybody Still Hates Cheat Codes"                |
| 2024    | Doctor Odyssey                                  | Jill Manafort                    | Episodul: "Quackers"                                         |